# چرخه جمعیت
چرخه جمعیت در جانورشناسی پدیده‌ای است که در آن جمعیت در یک دوره زمانی قابل پیش‌بینی افزایش و کاهش می‌یابد. برخی از گونه‌ها وجود دارند که تعداد جمعیت آن‌ها دارای الگوهای تغییر قابل پیش‌بینی منطقی هستند، اگرچه دلایل کامل چرخه‌های جمعیت یکی از مشکلات عمده حل‌نشده در بوم‌شناختی است. عوامل متعددی وجود دارند که بر تغییر جمعیت تأثیر می‌گذارند، مانند در دسترس بودن غذا، شکارچیان، بیماری‌ها و آب و هوا.
هر چرخه جمعیتی به اندازه طول عمر یک گونه (یعنی موش‌قطبی، خرگوش و ملخ) طول می‌کشد.